# Požární úsek
Požární úsek (zkratka PÚ) je prostor ve stavebním objektu, oddělený od ostatních požárních úseků požárně dělicími konstrukcemi nebo požárně bezpečnostním zařízením. Menší stavby (například rodinné domy) mohou ve stanovených případech tvořit jen jediný požární úsek. Účelem dělení stavby do požárních úseků je zabránění šíření požáru.

## Dělení stavby do požárních úseků
Požární úseky jsou omezeny zejména mezní velikostí (šířka a délka požárního úseku nebo půdorysná plocha) a mezním počtem užitných podlaží.
U některých zařízení a provozů může být vyžadováno zřízení samostatných požárních úseků (např. chráněné únikové cesty, výtahové a instalační šachty, kotelny, strojovny výtahů a vzduchotechniky, strojovny požárně bezpečnostních zařízení, atd.) 
Zvláštní požadavky na dělení stavby do požárních úseků mohou být stanoveny také věcně příslušnými normami požární bezpečnosti staveb (např. stavby pro bydlení a ubytování, zdravotnická zařízení, shromažďovací prostory). 

### Požární zatížení
Požární zatížení je jednou z hlavních charakteristik požárních úseků. Je vyjadřováno jako množství dřeva, které je svou normovou výhřevností ekvivalentní k normové výhřevnosti všech látek, které se nacházejí v PÚ.
Rozlišuje se požární zatížení stálé a nahodilé. Stálé požární zatížení je pevně zabudováno ve stavbě a je tvořeno zejména okny, dveřmi a podlahou. 
Výpočtové požární zatížení je dále charakterizováno součinitelem rychlosti odhořívání a, součinitelem odvětrávání b a součinitelem vyjadřujícím vliv požárně bezpečnostních zařízení c.
Prostory s požárním zatížením nejvýše 7,5 kg/m2 a zároveň součinitelem a nejvýše 1,1 jsou považovány za prostory bez požárního rizika.

### Stupeň požární bezpečnosti
Stupeň požární bezpečnosti (zkratka SPB) je dalším údajem charakterizujícím daný požární úsek. Označuje se římskými číslicemi (I – VII) a je stanovována v závislosti na požární výšce objektu, nejvyšším požárním zatížení v PÚ a hořlavostí konstrukčního systému. V závislosti na SPB jsou stanovovány další požadavky, zejména požární odolnost konstrukcí. 